# Tomtar (bok)
Tomtar (nederländskt original: Leven en werken van de kabouter) är en bok från 1976 med text av Wil Huygen, illustrationer av Rien Poortvliet och till svenska översatt 1979 av Birgitta Dalgren.
Boken är en fiktiv faktabok, som berättar om olika sorters tomtar, tomtarnas historia, hur de bor och lever, vad de äter och så vidare. 

## Filmatisering
Boken ligger till grund för den amerikanska filmen Gnomes, visad i Sverige som Trolltyg i tomteskogen. Filmens tomtar och troll har lånat sina utseenden från boken, men berättelsen är en helt fiktiv fantasyberättelse som bara delvis följer de "fakta" om tomtar som boken presenterade.